# Leixões S.C.
Câu lạc bộ thể thao Leixões, thường được biết đến với tên gọi Leixões, là một câu lạc bộ thể thao ở Matosinhos, Bồ Đào Nha. Được tổ chức thành nhiều bộ phận chuyên biệt trong các lĩnh vực như bóng đá, quyền anh, karate, bóng chuyền, bơi và bi-a. Đội tuyển bóng đá chuyên nghiệp của CLB là đội tuyển được biết đến nhiều nhất. Cầu thủ bóng đá nổi tiếng của Việt Nam là Lê Công Vinh đã tham gia tập huấn tại CLB bóng đá Leixões, theo hợp đồng cho mượn 4 tháng giữa Leixões SC và Hà Nội T&T.

## Lịch sử
Leixões Sport Club được thành lập vào năm 1907, trở thành một trong những câu lạc bộ thể thao đang hoạt động lâu đời nhất của Bồ Đào Nha. Mặc dù không nổi tiếng như nhiều CLB khác ở châu Âu nhưng trong thập niên 1960, CLB đã giành được Cúp Bồ Đào Nha (thắng CLB FC Porto năm 1961) và thường xuyên tranh tài tại các Cúp châu Âu. CLB sau đó không còn xuất hiện vào cuối thập niện 1970 theo trào lưu đi xuống của bóng đá Bồ Đào Nha và dường như hoàn toàn bị lãng quên. Tuy nhiên, vào năm 2002, CLB đã trở lại ngoạn mục bằng chiến tháng 3-1 trước CLB Sporting Braga để dành một chỗ trong trận chung kết Cúp QG và một suất dự Cúp UEFA mùa sau. Trong trận chung kết, họ để thua 1-0 trước Sporting Clube de Portugal, đội sau này trở thành vô địch quốc gia cùng năm. Mùa giải tiếp theo, CLB thua 5-3 cả hai lượt trận trước đại diện của Hy Lạp CLB PAOK sau chiến thắng 2-1 trong trận lượt đi trên sân nhà, và bị loại ngay vòng đầu tiên của Cúp UEFA. Cùng năm, CLB giành chức vô địch giải Segunda Divisão (Hạng Nhì) với 94 điểm và giành một suất lên chơi Hạng Nhất. Năm 2004, CLB thành công trong việc trụ hạng với vị trí thứ 14. Một năm sau đó, họ đứng thứ 7 sau khi kết thúc mùa giải. Vào năm 2006 họ cũng gần như đoạt được tham vọng lên chơi ở giải Ngoại Hạng, để thua CLB Desportivo das Aves trong cuộc đua tranh vé vớt, với vị trí thứ 3 cùng hai điểm ít hơn Aves. Cuối cùng, năm 2007, sau 18 năm bị rớt hạng, CLB đã có thể góp mặt ở giải đấu lớn nhất Bồ Đào Nha, Portuguese Liga.

## châu Âu
- Cup Winners' Cup 1961-62
- 07/09 Chaux Fonds 6-2 Leixões
- 05/10 Leixões 5-0 Chaux Fonds
- 23/11 Leixões 1-1 Progresul Bucureşti
- 30/11 Progresul Bucureşti 0-1 Leixões
- 22/02 Motor Jena 1-1 Leixões
- 25/02 Leixões 1-3 Motor Jena
- Inter-Cities Fairs Cup 1964/65
- 23/09 Leixões 1-1 Celtic
- 07/10 Celtic 3-0 Leixões
- Inter-Cities Fairs Cup 1968/69
- 19/09 Leixões 1-1 Argeş Piteşti
- 02/10 Argeş Piteşti 0-0 Leixões
- UEFA Cup 2002/03
- 15/08 Leixões 2-2 Belasica
- 29/08 Belasica 1-2 Leixões
- 17/09 Leixões 2-1 PAOK
- 03/10 PAOK 4-1 Leixões

## Các sự kiện chính
- CLB được thành lập vào năm 1907 và ăn mừng kỷ niệm 100 năm thành lập bằng việc thăng hạng lên Portuguese Liga năm 2007
- Vị thứ cao nhất CLB đạt được là thứ 5 tại mùa giải 1962-63
- Vòng đấu họ đi sâu nhất ở cúp châu Âu là vòng tứ kết (UEFA Cup Winner's Cup) mùa giải 1961/62

## Danh hiệu
- Cúp Bồ Đào Nha — 1961
- Cúp Bồ Đào Nha — Thứ Nhì 2002
- Siêu Cúp Bồ Đào Nha — Thứ Nhì
- Liga de Honra — 2007
- Portuguese Second Division — 2003

## Lịch sử các giải đấu và cúp
CLB có 22 lần góp mặt ở top trên của bóng đá Bồ Đào Nha, và lọt vào hai trận chung kết cúp, giành chiến thắng một lần, đánh bại CLB FC Porto trên sân khách (Estádio das Antas).
| Mùa giải              |     | Pos. | Pl. | W  | D  | L  | GS | GA | P  | Cúp              | Giải đấu | Châu Âu | Châu Âu | Ghi chú                   |
| --------------------- | --- | ---- | --- | -- | -- | -- | -- | -- | -- | ---------------- | -------- | ------- | ------- | ------------------------- |
| 1936-1937             | CL  | 8    | 14  | 2  | 0  | 12 | 19 | 69 | 4  |                  |          |         |         |                           |
| 2 mùa ở vị trí thấp   |     |      |     |    |    |    |    |    |    |                  |          |         |         |                           |
| 1939-1940             | 1D  | 9    | 18  | 1  | 5  | 12 | 26 | 70 | 7  | 16 đội cuối cùng |          |         |         |                           |
| 1 mùa ở vị trí thấp   |     |      |     |    |    |    |    |    |    |                  |          |         |         |                           |
| 1941-1942             | 2H  | ?    | ?   | ?  | ?  | ?  | ?  | ?  | ?  | tứ kết           |          |         |         |                           |
| 1942-1943             | 1D  | 10   | 18  | 0  | 2  | 16 | 19 | 81 | 2  | 16 đội cuối      |          |         |         |                           |
| 16 mùa ở vị trí thấp  |     |      |     |    |    |    |    |    |    |                  |          |         |         |                           |
| 1959-1960             | 1D  | 8    | 26  | 8  | 7  | 11 | 48 | 56 | 23 | vòng 1           |          |         |         |                           |
| 1960-1961             | 1D  | 8    | 26  | 10 | 3  | 13 | 38 | 44 | 33 | vô địch          |          |         |         |                           |
| 1961-1962             | 1D  | 7    | 26  | 10 | 3  | 13 | 47 | 55 | 23 | tứ kết           |          | CWC     | tứ kết  |                           |
| 1962-1963             | 1D  | 5    | 26  | 10 | 10 | 6  | 34 | 33 | 30 | 16 đội cuối cùng |          |         |         | xếp loại tốt nhất từng có |
| 1963-1964             | 1D  | 8    | 26  | 8  | 9  | 9  | 34 | 44 | 25 | vòng 2           |          |         |         |                           |
| 1964-1965             | 1D  | 9    | 26  | 8  | 5  | 13 | 50 | 51 | 21 | vòng 1           |          | FC      | vòng 1  |                           |
| 1965-1966             | 1D  | 12   | 26  | 7  | 4  | 15 | 28 | 39 | 18 | tứ kết           |          |         |         |                           |
| 1966-1967             | 1D  | 7    | 26  | 8  | 8  | 10 | 23 | 29 | 24 | tứ kết           |          |         |         |                           |
| 1967-1968             | 1D  | 8    | 26  | 10 | 4  | 12 | 29 | 39 | 24 | tứ kết           |          |         |         |                           |
| 1968-1969             | 1D  | 11   | 26  | 7  | 7  | 12 | 21 | 30 | 21 | 16 đội cuối cùng |          | FC      | vòng 1  |                           |
| 1969-1970             | 1D  | 11   | 26  | 10 | 1  | 15 | 33 | 47 | 21 | bán kết          |          |         |         |                           |
| 1970-1971             | 1D  | 13   | 26  | 7  | 5  | 14 | 22 | 44 | 19 | 16 đội cuối cùng |          |         |         |                           |
| 1971-1972             | 1D  | 14   | 30  | 7  | 7  | 16 | 26 | 51 | 21 | tứ kết           |          |         |         |                           |
| 1972-1973             | 1D  | 9    | 30  | 11 | 8  | 11 | 32 | 45 | 30 | tứ kết           |          |         |         |                           |
| 1973-1974             | 1D  | 14   | 30  | 9  | 3  | 18 | 36 | 56 | 21 | 32 đội cuối cùng |          |         |         |                           |
| 1974-1975             | 1D  | 9    | 30  | 10 | 9  | 11 | 29 | 42 | 29 | 16 đội cuối cùng |          |         |         |                           |
| 1975-1976             | 1D  | 12   | 30  | 8  | 6  | 16 | 30 | 65 | 22 | 32 đội cuối cùng |          |         |         |                           |
| 1976-1977             | 1D  | 15   | 30  | 4  | 15 | 11 | 15 | 31 | 23 | vòng 2           |          |         |         | rớt hạng                  |
| 1977-1978             | 2DN | 7    | 30  | 12 | 6  | 12 | 43 | 37 | 30 | vòng 2           |          |         |         |                           |
| 1978-1979             | 2DN | 5    | 30  | 14 | 8  | 8  | 53 | 43 | 36 | 32 đội cuối cùng |          |         |         |                           |
| 1979-1980             | 2DN | 5    | 30  | 14 | 4  | 11 | 54 | 29 | 34 | 32 đội cuối cùng |          |         |         |                           |
| 1980-1981             | 2DN | 2    | 30  | 17 | 6  | 7  | 58 | 29 | 40 | vòng 3           |          |         |         |                           |
| 1981-1982             | 2DN | 6    | 30  | 11 | 9  | 10 | 36 | 35 | 31 | tứ kết           |          |         |         |                           |
| 1982-1983             | 2DN | 5    | 30  | 15 | 7  | 8  | 45 | 25 | 37 | 32 đội cuối cùng |          |         |         |                           |
| 1983-1984             | 2DN | 3    | 29  | 16 | 5  | 8  | 47 | 29 | 37 | 32 đội cuối cùng |          |         |         | xem chú thích[1]          |
| 1984-1985             | 2DN | 4    | 30  | 14 | 10 | 6  | 38 | 29 | 38 | vòng 3           |          |         |         |                           |
| 1985-1986             | 2DN | 10   | 30  | 12 | 6  | 12 | 43 | 37 | 30 | vòng 2           |          |         |         |                           |
| 1986-1987             | 2DN | 6    | 30  | 9  | 3  | 8  | 23 | 26 | 31 | vòng 2           |          |         |         |                           |
| 1987-1988             | 2DN | 2    | 38  | 22 | 9  | 7  | 70 | 32 | 53 | 16 đội cuối cùng |          |         |         | thăng hạng nhờ [2]        |
| 1988-1989             | 1D  | 19   | 38  | 7  | 14 | 17 | 29 | 46 | 28 | vòng 3           |          |         |         | rớt hạng                  |
| 1989-1990             | 2DN | 8    | 34  | 13 | 9  | 12 | 46 | 42 | 35 | vòng 1           |          |         |         |                           |
| 1990-1991             | 2H  | 7    | 38  | 15 | 13 | 10 | 49 | 41 | 43 | vòng 4           |          |         |         |                           |
| 1991-1992             | 2H  | 7    | 34  | 12 | 11 | 11 | 31 | 26 | 35 | bán kết          |          |         |         |                           |
| 1992-1993             | 2H  | 12   | 34  | 11 | 9  | 14 | 34 | 39 | 31 | vòng 4           |          |         |         |                           |
| 1993-1994             | 2H  | 18   | 34  | 8  | 8  | 18 | 24 | 41 | 24 | 32 đội cuối cùng |          |         |         | rớt hạng                  |
| 8 mùa tại ví trí thấp |     |      |     |    |    |    |    |    |    |                  |          |         |         |                           |
| 2001-2002             | 2DN | 2    | 38  | 25 | 8  | 5  | 73 | 27 | 83 | chung kết        |          |         |         |                           |
| 2002-2003             | 2DN | 1    | 38  | 29 | 7  | 2  | 73 | 27 | 94 | vòng 2           |          | UC      | vòng 1  | thăng hạng                |
| 2003-2004             | 2H  | 14   | 34  | 9  | 15 | 10 | 44 | 48 | 14 | vòng 4           |          |         |         |                           |
| 2004-2005             | 2H  | 6    | 34  | 14 | 8  | 12 | 40 | 33 | 50 | vòng 4           |          |         |         |                           |
| 2005-2006             | 2H  | 3    | 34  | 17 | 11 | 6  | 47 | 19 | 62 | vòng 4           |          |         |         |                           |
| 2006-2007             | 2H  | 1    | 30  | 18 | 6  | 6  | 45 | 21 | 60 | vòng 4           |          |         |         | thăng hạng                |
| 2007-2008             | 1D  | 14   | 30  | 4  | 14 | 12 | 27 | 37 | 26 | vòng 6           | vòng 3   |         |         |                           |
| 2008-2009             | 1D  | 6    | 30  | 12 | 9  | 9  | 30 | 31 | 45 | tứ kết           | vòng 2   |         |         | đang thi đấu              |
- CL: Campeonato da Liga (đội chiến thắng không được xem là vô địch Bồ Đào Nha)
- 1D: Portuguese Liga và các tên gọi trước (Ngoại Hạng)
- 2H: Liga de Honra (Hạng Nhất)
- 2DN: Portuguese Second Division, Vùng phía Bắc (trước-1991: Hạng Nhì; sau 1991: Hạng Ba)
- CWC: Cup Winners' Cup
- FC: Fairs Cup
- UC: UEFA Cup

## Các môn thể thao khác
Leixões SC tranh tài ở quyền anh, karate, bóng chuyền, bơi lội, và billiards.